# Paraclius pinguis
Paraclius pinguis är en tvåvingeart som beskrevs av Octave Parent 1935. Paraclius pinguis ingår i släktet Paraclius och familjen styltflugor. Inga underarter finns listade i Catalogue of Life.